# Соната для скрипки і фортепіано № 3 (Бетховен)
Соната № 3 для скрипки і фортепіано, мі-бемоль мажор, Л. Бетховена — третя з трьох скрипкових сонат Opus 12, написана 1798 року та присвячена Антоніо Сальєрі. Складається з трьох частин:
1. Allegro con spirito
2. Adagio con molta espressione
3. Rondo: Allegro molto

Триває близько 18 хвилин.